# Штандель, Анатолий Евгеньевич
Штандель Анатолий Евгеньевич (1909—1974) — советский физик, химик, энтомолог украинского происхождения.

## Биография
Родился 18 января (5 по старому стилю) 1909 года в Харькове в доме номер 5 на Нетеченской набережной. Отец работал юристом, мать — преподавателем французского языка в училище.
С семи лет проявил интерес к зоологии, начал коллекционировать бабочек. Летом 1916 года семья снимала дачу в Чугуеве и Штандель всё лето ловил бабочек для своей коллекции. Осенью 1918 года начал учёбу в Реальном училище. С 1921 года учился в школе. В 1924 году закончил 1-ю Торгово-Промышленную Профессиональную школу и поступил в Харьковский химико-технологический институт. После его окончания с 1931 по 1941 года работает преподавателем физической химии в Харьковском химическом техникуме. С 1931 по 1940 года изучал физику и математику и самостоятельно прошел курс университета за физико-математическое отделение. Параллельно с основной работой и учёбой Штандель продолжал изучать и коллекционировать бабочек. В это же время о знакомится с Александром Андреевичем Яхонтовым и становится его учеником.
Отечественная война прерывает занятия лепидептерологией. Осенью 1941 года химический техникум был ликвидирован и Штандель остался в Харькове на оккупированной территории. Как безработный был вывезен в Германию для работы в качестве лаборанта-химика. В Германии с 1942 по 1945 года работает в лаборатории завода «Лейна» около города Мерзебурга.
В 1945 году возвращается в Харьков и начинает работать в системе харьковского Комитета по делам мер и измерительных приборов (до 1948 года) и в Новосибирском государственном институте мер и измерительных приборов старшим научным сотрудником. В 1947 году защищает кандидатскую диссертацию «К вопросу об измерении температуры в неравновесных состояниях».
Летом 1950 года из-за его пребывания на территории Германии во время войны приходит решение ВАК о лишении ученой степени. Вместе с лишением ученой степени Штанделя увольняют с работы. В 1953 году он возвращается в Харьков, где устраивается преподавателем физики в Харьковский механический техникум.
В 1954 году после смерти Иосифа Сталина ВАК по совокупности работ присуждает Штанделю ученую степень кандидата технических наук. В 1956 году он начинает работать в Харьковском инженерно-экономическом институте. В 1959 году по конкурсу проходит на должность старшего преподавателя (а впоследствии и доцента) в Новосибирский институт советской кооперативной торговли, где и работал до самой смерти.

## Занятие энтомологией
Параллельно с научной деятельности в области физики Штандель не прерывает занятий лепидоптерологией.
В послевоенные годы он активно изучает бабочек, обитающих на территории СССР, собирает коллекцию видов с Алтая. Также тесно сотрудничает с ведущими энтомологами СССР — А. А. Яхонтовым, А. И. Куренцовым, А. В. Цветаевым, Н. М. Воскресенским, Н. Н. Плавильщиковым, С. И. Медведевым, В. И. Кузнецовым, А. А. Штакельбергом, В. Н. Грубантом и многими другими. Переписывается с зарубежными коллекционерами и обменивает бабочек СССР на тропические виды.
Ежегодно до 1973 года Штандель летом ездил на Алтай для пополнения коллекции бабочек; исследовал регионы Новосибирской и Читинской областей. Его коллекция видов Советского Союза (без Алтая) составляла свыше 5 тысяч видов.
Результаты его исследований в области лепидептерологии публиковались в центральных журналах СССР. Штандель выступил с докладом на Международном конгрессе энтомологов в Москве в 1970 году. В последние годы Штандель работал над объемным трудом по фаунистике и систематике чешуекрылых в Советском Союзе, однако, скоропостижная смерть после тяжелой болезни помешала ему завершить данную работу.
Умер 3 октября 1974 года. После его смерти согласно завещанию коллекция бабочек была передана в Ленинградский зоологический институт.

## Подвид дневной бабочки семействаNymphalidae, названный в честь А.Е. Штанделя
- Melitaea (Mellicta) plotina standeli (Dubatolov, 1997)

## Основные публикации А.Е. Штанделя по чешуекрылым
- Штандель А.Е. 1957. Дневные бабочки (Lepidoptera, Rhopalocera) Алтая. - Энтомологическое обозрение. Т. 31. Вып. 1. С. 134-141.
- Штандель А.Е. 1960. Фауна дневных бабочек (Lepidoptera, Rhopalocera) Новосибирской области и ей происхождение. - Труды Всесоюзного энтомологического общества. Т. 47. С. 122-142.